# Ero

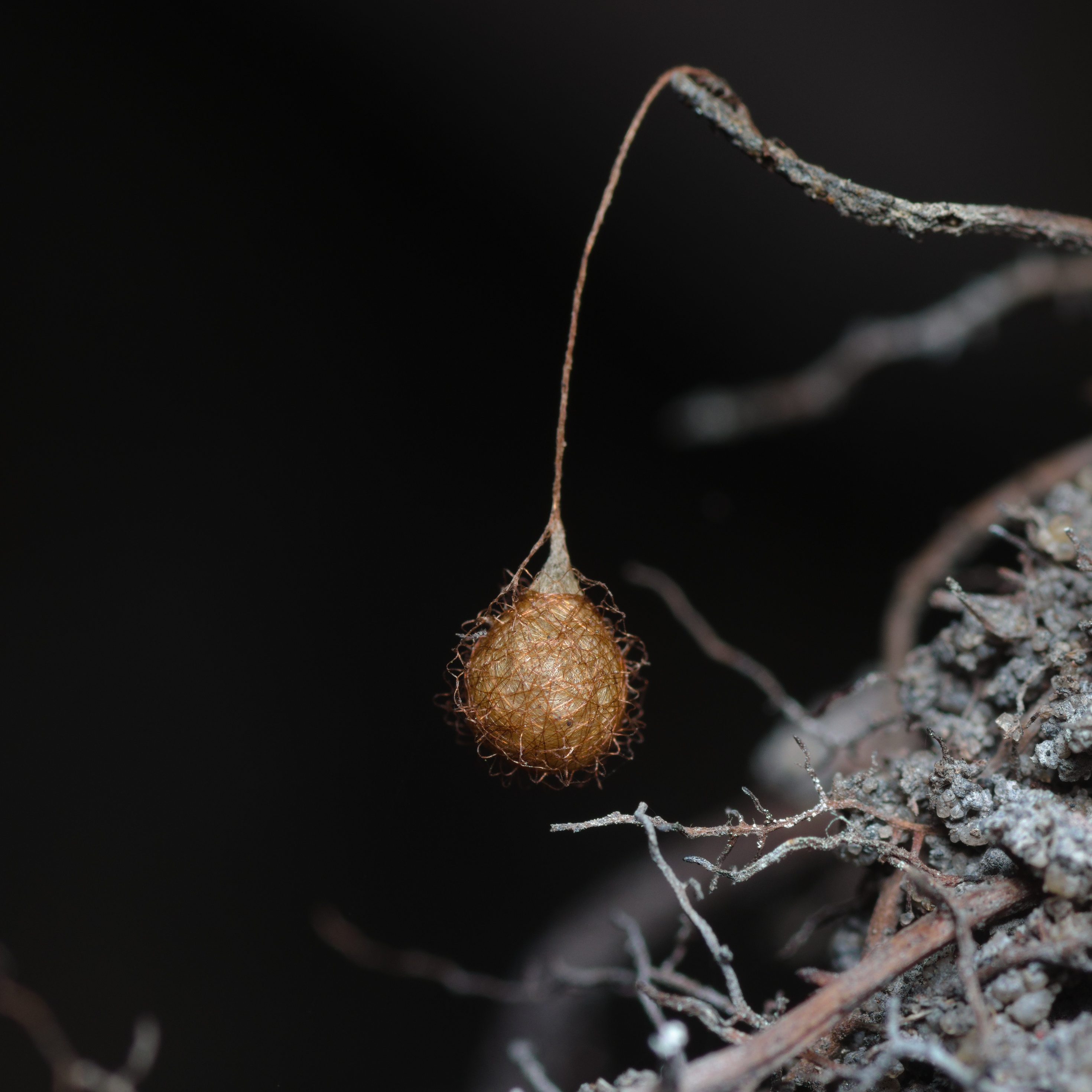
Äggkokong, fotograferad i Polen.

Ero är ett släkte av spindlar. Släktet är del av familjen kaparspindlar (spindelätare) och beskrevs av Carl Ludwig Koch 1837. Två arter finns i Sverige – Ero cambridgei och Ero furcata.

## Biologi
Arterna i släktet har en 2,5 till 4 millimeter lång kropp. I likhet med hela familjen är de rovspindlar som livnär sig på andra spindlar.
Äggkokongerna är brunaktiga och cirka 3 millimeter breda. De har formen av ett klot eller en droppe och fästs med ett centimeterlångt, trådsmalt men styvt skaft. Kokongerna kan påträffas på exempelvis kvistar eller under stenar.

## Dottertaxa tillEro, i alfabetisk ordning[1][2]
- Ero aphana.
- Ero cachinnans
- Ero cambridgei
- Ero canala
- Ero canionis
- Ero capensis
- Ero catharinae
- Ero comorensis
- Ero eburnea
- Ero felix
- Ero flammeola
- Ero furcata
- Ero furuncula
- Ero galea
- Ero gemelosi
- Ero goeldii
- Ero gracilis
- Ero humilithorax
- Ero japonica
- Ero juhuaensis
- Ero kompirensis
- Ero koreana
- Ero lata
- Ero lawrencei
- Ero leonina
- Ero lodingi
- Ero lokobeana
- Ero luzonensis
- Ero madagascariensis
- Ero melanostoma
- Ero pensacolae
- Ero quadrituberculata
- Ero salittana
- Ero spinifrons
- Ero spinipes
- Ero tasmaniensis
- Ero tuberculata
- Ero valida